# Trago a pessoa amada em três dias

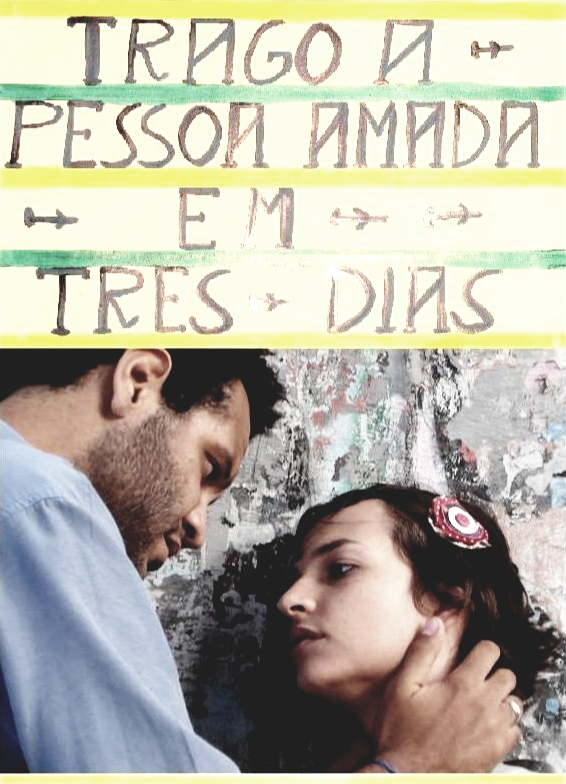
Pôster do curta-metragem Trago a pessoa amada em três dias.

Trago a pessoa amada em três dias  é um curta-metragem escrito e dirigido por Felipe Cataldo que foi rodado em 16mm e teve sua estreia na Mostra do Filme Livre em março de 2008, no Centro Cultural Banco do Brasil. O filme foi selecionado para os seguintes festivais: JIFF - Jaipur International Film Festival (Índia), Curta Santos (competitiva 16mm)  e 1666 - Festival Internacional de Cinema 16mm .